# Třída Almirante Padilla
Třída Almirante Padilla je třída fregat Kolumbijského námořnictva postavených německou loděnicí Howaldtswerke-Deutsche Werft (HDW) v letech 1980–1984. Všechny čtyři postavené jednotky jsou stále v aktivní službě.

## Pozadí vzniku
Německá loděnice HDW v Kielu postavila celkem čtyři fregaty této třídy, pojmenované Almirante Padilla (CM-51), Caldas (CM-52), Antioquia (CM-53) a Independencia (CM-54). Do služby vstoupily v letech 1983–1984. Jedná se o německý typ Blohm + Voss FS 1500, který si objednala rovněž Malajsie jako třídu Kasturi.
Jednotky třídy Almirante Padilla:
| Jméno                     | Spuštěna        | Vstup do služby   | Status  |
| ------------------------- | --------------- | ----------------- | ------- |
| Almirante Padilla (FM-51) | 8. ledna 1982   | 31. října 1983    | aktivní |
| Caldas (FM-52)            | 14. června 1982 | 14. února 1984    | aktivní |
| Antioquia (FM-53)         | 28. srpna 1982  | 30. dubna 1984    | aktivní |
| Independiente (FM-54)     | 21. ledna 1983  | 27. července 1984 | aktivní |

## Konstrukce

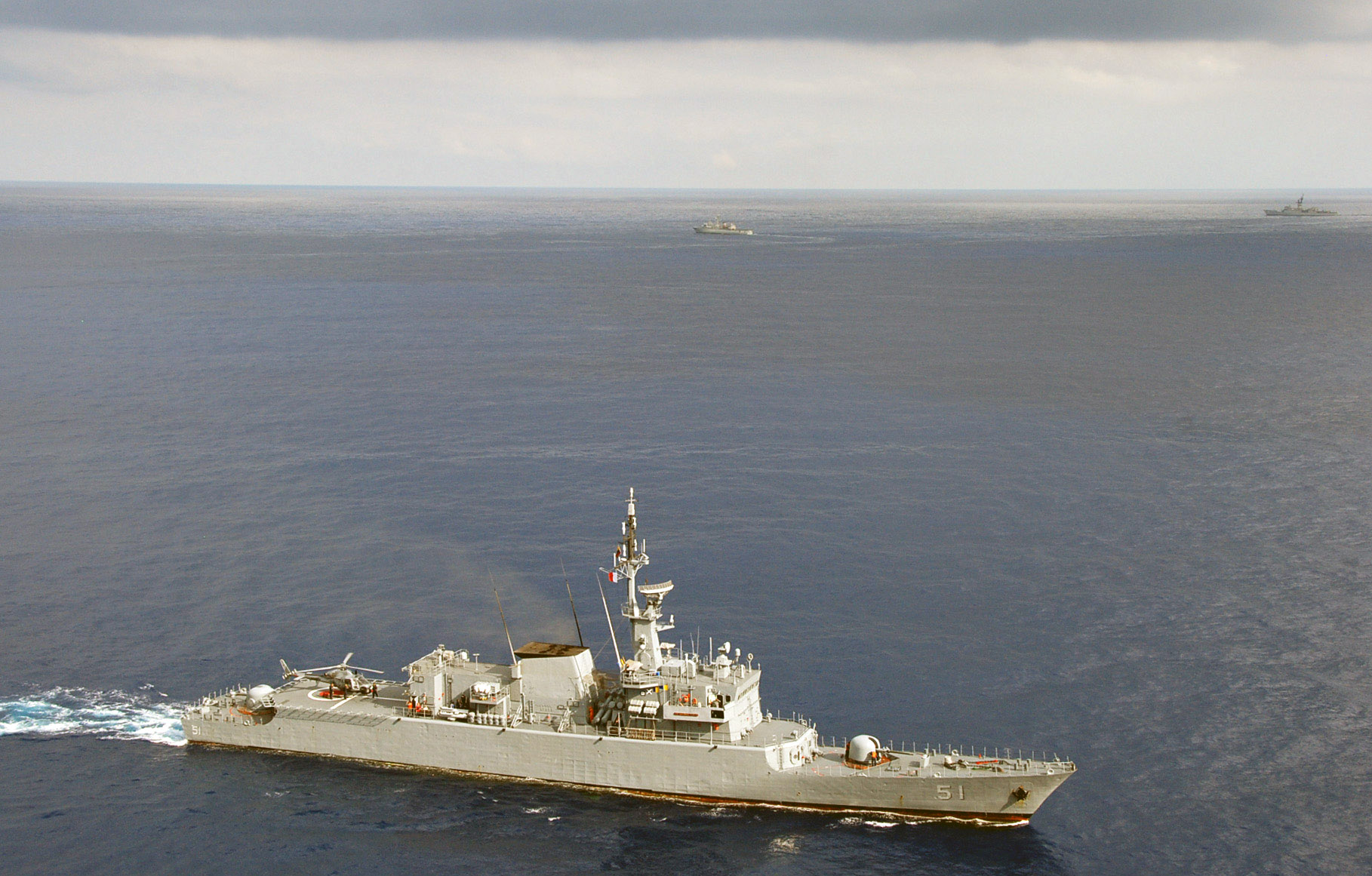
Almirante Padilla (FL-51)

Pro snížení nákladů byly u těchto plavidel široce uplatněny civilní stavební postupy užívané pro obchodní lodě.
Na přídi se nachází jednohlavňová věž se 76mm kanónem OTO Melara Compact. Uprostřed nástavby se nachází hlavní úderná zbraň fregat, kterou představuje osm francouzských protilodních střel MM.40 Exocet (obvykle jich nesou polovinu). Zcela na zádi se nachází dvouhlavňová věž obranného systému DARDO se dvěma 40mm kanóny. Protiponorkovou výzbroj tvoří dva trojhlavňové 324mm protiponorkové torpédomety Mk 32. Plavidla mají přistávací palubu pro jeden vrtulník, nenesou však hangár.
Pohonný systém je koncepce CODAD. Tvoří ho čtyři diesely MTU 20V 1163 TB82, roztáčející dva lodní šrouby. Nejvyšší rychlost dosahuje 27 uzlů.

## Modernizace

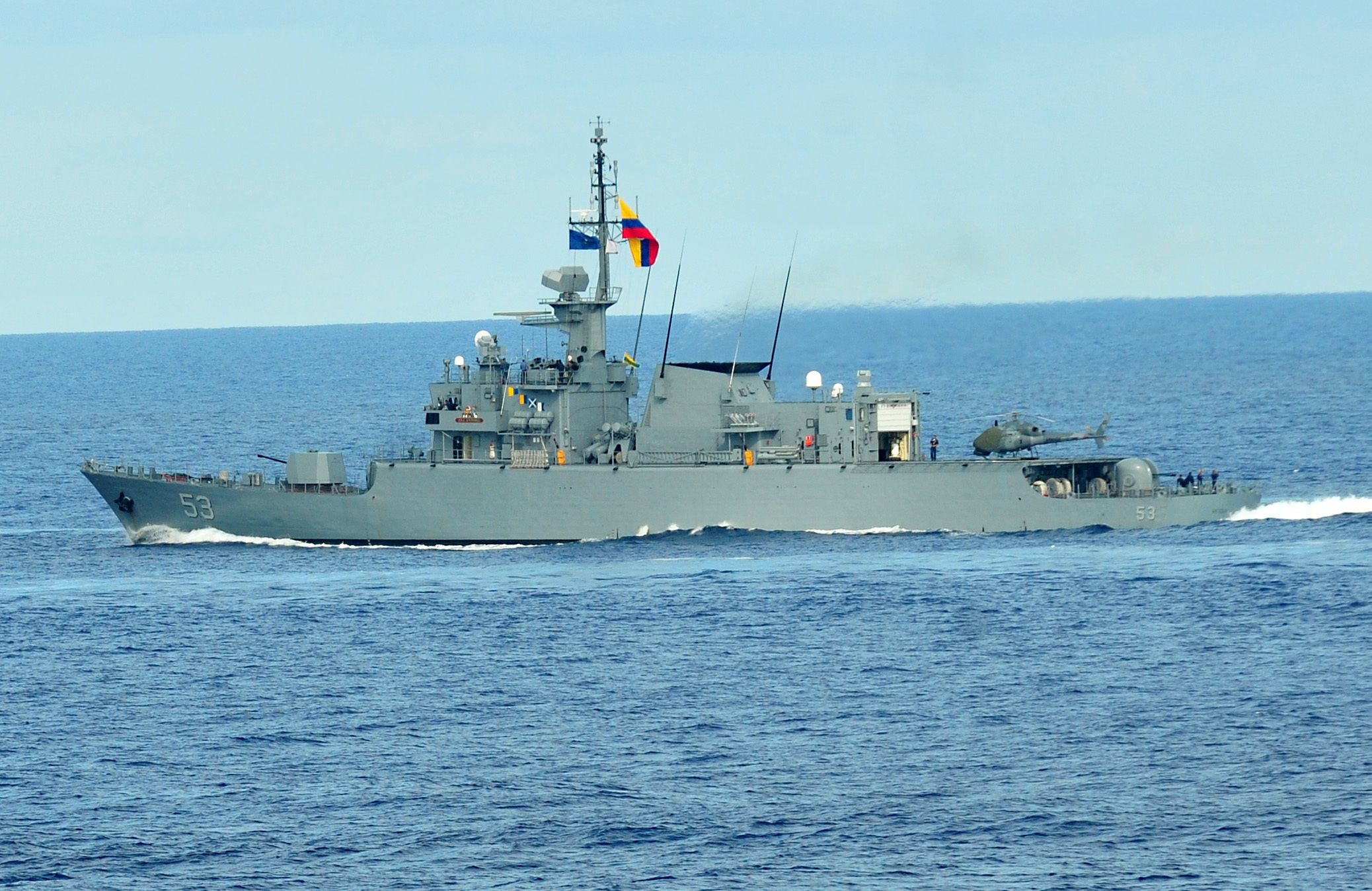
Antioquia (FM-53) po modernizaci

Pro celou třídu je plánována modernizace, která je od září 2011 testována na fregatě Antioquia. Modernizace zahrnuje instalaci nového bojového řídícího systému SETIS, 3D radatu SMART-S Mk.2, navigačního radaru Scanter 2001, střediska řízení palby Sting-EO Mk.2 či vrhačů klamných cílů DI-12T. Instalován byl rovněž nový 76mm kanón OTO Melara Strales, střílející korigovanou protiraketovou munící DART. Antioquia je první lodí vybavenou touto zbraní. Modernizován byl rovněž pohonný systém – plavidlo dostalo nové diesely MTU 93 série 4000.
V Jižní Koreji navíc bylo pro tyto korvety zakoupeno 16 nových protilodních střel SSM-700K Hae Song.